# Zhoř (Boemia meridionale)
Zhoř è un comune della Repubblica Ceca facente parte del distretto di Písek, in Boemia Meridionale.